# Gare d’Angers-Maître-École
Gare d’Angers-Maître-École vasútállomás Franciaországban, Angers településen.

## Vasútvonalak
Az állomást az alábbi vasútvonalak érintik:
- Le Mans–Angers-vasútvonal

## Kapcsolódó állomások
A vasútállomáshoz az alábbi állomások vannak a legközelebb:
- Gare d’Angers-Saint-Laud
- Gare d’Écouflant (Gare du Mans, Le Mans–Angers-vasútvonal)